# Віконіско Тауншип (округ Дофін, Пенсільванія)
Віконіско Тауншип (англ. Wiconisco Township) — селище (англ. township) в США, в окрузі Дофін штату Пенсільванія. Населення — 1159 осіб (2020).

## Демографія
Згідно з переписом 2010 року, у селищі мешкало 1210 осіб у 499 домогосподарствах у складі 355 родин. Було 560 помешкань
Расовий склад населення:
| - 97,1 % — білих - 0,5 % — корінних американців - 0,4 % — азіатів - 0,3 % — чорних або афроамериканців |

До двох чи більше рас належало 0,7 %. Частка іспаномовних становила 2,9 % від усіх жителів.
За віковим діапазоном населення розподілялося таким чином: 23,0 % — особи молодші 18 років, 59,4 % — особи у віці 18—64 років, 17,6 % — особи у віці 65 років та старші. Медіана віку мешканця становила 42,4 року. На 100 осіб жіночої статі у селищі припадало 99,0 чоловіків;  на 100 жінок у віці від 18 років та старших — 92,2 чоловіків також старших 18 років.
Середній дохід на одне домашнє господарство  становив 49 719 доларів США (медіана — 41 700), а середній дохід на одну сім'ю — 57 711 долар (медіана — 52 727). Медіана доходів становила 45 208 доларів для чоловіків та 36 250 доларів для жінок. За межею бідності перебувало 18,5 % осіб, у тому числі 30,7 % дітей у віці до 18 років та 8,3 % осіб у віці 65 років та старших.
Цивільне працевлаштоване населення становило 447 осіб. Основні галузі зайнятості: виробництво — 30,6 %, освіта, охорона здоров'я та соціальна допомога — 21,5 %, роздрібна торгівля — 11,9 %, публічна адміністрація — 10,1 %.